# Lone Scherfig
Lone Scherfig (Copenhaga, 2 de maio de 1959) é uma cineasta dinamarquesa.
Formada em Cinema em 1984, estreou como diretora em 1990, com o filme Kaj's fødselsdag. Alinhou-se ao movimento Dogma 95 ao dirigir a comédia Italiensk for begyndere (Italiano para principiantes), em 2000. O longa-metragem lhe valeu o Urso de Prata no Festival de Berlim do ano seguinte. Além disso, obteve sucesso de público, tornando-se o filme escandinavo de maior bilheteria até hoje, apoesar de ter sido filmado com um orçamento de menos de 1 milhão de dólares..
Em 2009, dirigiu An Education (br: Educação; pt: Uma Outra Educação), baseado num livro autobiográfico do jornalista britânico Lynn Barber. O filme recebeu três indicações ao Óscar, nas categorias de Melhor Filme, Melhor Atriz (Carey Mulligan) e Melhor Roteiro Adaptado.

## Filmografia
- 2011 One Day
- 2009 An Education
- 2007 Hjemve
- 2005 Krøniken (série de TV)
- 2002 Wilbur Wants to Kill Himself
- 2000 Italiano Para Principiantes
- 2000 Morten Korch - Ved stillebækken (série de TV)
- 1998 Når mor kommer hjem
- 1997 Taxa (TV series)
- 1994 Flemming og Berit (série de TV)
- 1993 Den gode lykke (TV)
- 1990 Kaj's fødselsdag
- 1985 Margrethes elsker (TV)